# Walther Bringolf
 (mars 2008).
Si vous disposez d'ouvrages ou d'articles de référence ou si vous connaissez des sites web de qualité traitant du thème abordé ici, merci de compléter l'article en donnant les références utiles à sa vérifiabilité et en les liant à la section « Notes et références ».
Walther Bringolf est un homme politique suisse, né à Lörrach le 1er août 1895 et mort le 24 mars 1981.
Il fait un apprentissage de maçon, suit des cours au Technicum de Winterthour, puis accomplit son école de recrues en pleine guerre 1914-1918. Heurté par la discipline prussienne de l’époque, il fonde un comité de soldats et exige un traitement plus humain de la troupe.

## Adhésion puis rupture avec le communisme
En 1919, il s’inscrit à la section de Zurich du Parti socialiste où il travaille comme journaliste. Il est délégué au second congrès de l'Internationale par l’aile gauche du Parti socialiste suisse. À Moscou, il rencontre Lénine et s’entretient avec lui des problèmes laitiers helvétiques. Rentré en Suisse, il soumet au PSS les 21 conditions posées par Lénine à l’adhésion au PC. Ces conditions sont rejetées par la plupart des sections socialistes mais acceptées par celle de Schaffhouse où Bringolf exerce la fonction de rédaction du journal socialiste. Cette section adhère au nouveau parti communiste créée en 1921 par la fusion des socialistes de gauche et des communistes.
En 1928, le Komintern tombe sous la férule de Staline, qui déclare la guerre à la social-démocratie. Le désaccord règne au sein du Parti communiste suisse. Soupçonné d’être trotskiste, Bringolf est convoqué à Moscou. Ayant eu la chance de revenir en Suisse, il se rallie au « communisme d’opposition » en 1931. Peu à peu, les communistes d’opposition se rapprochent du PSS dans lequel ils se fondent en 1935.

## Maire de Schaffhouse
À Schaffhouse, Walther Bringolf est désigné comme conseiller communal, puis comme député au Grand Conseil. Maire de Schaffhouse de 1932 à 1968, Walter Bringolf poursuit une active politique de développement économique. Simultanément, il se soucie de la rénovation des anciennes façades peintes qui font de Schaffhouse un joyau médiéval. Pendant la guerre, il intervient en faveur des réfugiés et voit sa ville bombardée par l’aviation américaine qui invoque une méconnaissance de la géographie (Schaffhouse est située sur la rive nord du Rhin).
Après la victoire alliée, le maire de Schaffhouse met ses relations à profit pour développer le rayonnement culturel de sa ville et tenter de réconcilier les Européens par l’art. C’est ainsi que des festivals de musique de Jean-Sébastien Bach ou des expositions de peintres prestigieux ont lieu sur les bords du Rhin. Il prend une part déterminante à la restauration de l’Église de Tous-les-Saints et du Musée de la ville, en partie endommagé par les bombardements.

## Président du Parti socialiste suisse
En 1925, il est élu au Conseil national dans lequel il siégera sans interruption jusqu’en 1971, d’abord comme communiste (1925-1931), puis comme communiste d’opposition (1931-1935) et comme socialiste (1935-1971). Au sein du PSS, il évolue vers le centre, préside le groupe parlementaire de 1945 à 1953 à et devient président du PSS en 1952 et le demeure jusqu’en 1962. Le programme social-démocrate de Winterthour est accepté sous sa présidence en juin 1959. Il est le candidat officiel du PSS au Conseil fédéral lors de l’instauration de la formule magique en 1959. Son passé communiste pèse encore lourd et c’est le candidat officieux Hans Peter Tschudi qui l’emporte au troisième tour, Bringolf ayant libéré ses camarades de l’obligation de lui apporter leur soutien après le second tour dans une intervention non dénuée d’humour.
Il est président du Conseil national de 1962 à 1963. Il a présidé la Commission des affaires étrangères, celle des affaires militaires et celle des finances pendant cette longue carrière parlementaire de 46 ans. Il est l'un des premiers Suisses membres de l'Assemblée parlementaire du Conseil de l'Europe (1963-1970).
Forte personnalité, orateur brillant, tranchant dans ses jugements mais profondément humain, ce politicien né et ce défenseur des droits de l’homme a joué un rôle de premier plan sur la scène helvétique. C’était aussi un amateur d’art éclairé, passionné de musique et de théâtre.

## Iconographie
- n.d. - Walter Bringolf, portrait (dessin) par Otto Bänninger (1897-1973)[2]